# Nemzeti bajnokság I 1928/1929
Dvacátý šestý ročník Nemzeti bajnokság I (1. maďarské fotbalové ligy) se konal opět za účasti dvanácti klubů.
Soutěž ovládl již potřinácté ve své klubové historii MTK Budapešť, který vyhrál po čtyřech letech. Nejlepším střelcem se stal opět József Takács (41 branek), který hrál za Ferencvárosi TC.